# Beskydská sedmička
Die beskydská sedmička (deutsch in etwa Beskiden-Sieben), oft abgekürzt als B7, sind ein Extremlauf, Berg-Ultramarathon und Berg-Langstreckenmarsch in den mährisch-schlesischen Beskiden. Das Ziel dieses Wettbewerbes ist, sieben in den mährisch-schlesischen Beskiden über 1000 Meter liegende Berggipfel zu erklimmen.
Die sieben Gipfel sind:
- Javorový (1032 m n.m.)
- Ropice (1083 m n.m.)
- Travný (1005 m n.m.)
- Lysá hora (1323 m n.m.)
- Smrk (1276 m n.m.)
- Čertův mlýn (1206 m n.m.)
- Pustevny (1020 m n.m.)
- Radhošť (1029 m n.m.)

Dazu zählt man außerdem die beiden Gipfel Kykulka (996 m n.m.) und Velký Javorník (917 m n.m.), die zwar nicht höher als 1000 Meter sind, aber im Rahmen des Wettbewerbes ebenfalls erklettert werden.